# Brazzetto
Der Brazzetto war ein Längenmaß und war auch unter der Bezeichnung Mailander Elle, Mailänder braccia, bekannt gewesen. 
Er entsprach ⅔ der Wiener Elle oder 0,595 Meter. Im Seidenhandel wurde auch gesetzlich die Mailänder Elle angewendet. Sie verhielt sich zur Wiener Elle wie 47 zu 36 oder sehr genau wie 411,552 zu 311,00. Das war ein Maß, das Maurer und Schreiner/Zimmerleute benutzten. Es war ein „Fußmaß“. Besondere Verbreitung hatte das Maß Brazzetto im Schweizer Kanton Tessin.
- 1 alte Mailänder Elle = 263,7328882984704 alte Pariser Linien = 0,763520290832444 Wiener Ellen = 0,714200688651854 Bayerische Ellen[4]
- 1 Brazzetto = 12 Unzen = 144 Punkte[5]
- 1 Brazzetto = 0,396 Metre = 176 Pariser Linien = 1 Fuß und 2 Zoll und ½ Wiener Linien[6]

Der Fuß in Lugano wich ab:
- 1 Brazzetto = 12 Unzen = 12 Punkten =  0,5 Meter = 221,648 Pariser Linien = 1 2/5 neuer Schweizer Fuß[7]